# Гайола
Гайола (итал. Gaiola) — коммуна в Италии, располагается в регионе Пьемонт, в провинции Кунео.
Население составляет 522 человека (2008 г.), плотность населения составляет 131 чел./км². Занимает площадь 4 км². Почтовый индекс — 12010. Телефонный код — 0171.
В коммуне 15 августа особо празднуется Успение Пресвятой Богородицы.

## Демография
Динамика населения:
У берегов расположены два небольших острова, между собой их связывает мостик. Один из них необитаем, на другом построена вилла. 